# Cyamon spinispinosum
Cyamon spinispinosum är en svampdjursart som först beskrevs av Topsent 1904.  Cyamon spinispinosum ingår i släktet Cyamon och familjen Raspailiidae. Inga underarter finns listade i Catalogue of Life.